# Лыкова, Екатерина Абдуалиевна
Екатерина Абдуалиевна Лыкова (в девичестве Исакова; род. 13 октября 1998 года, Назарово, Красноярский край) — российская спортсменка (вольная борьба), 2-кратная чемпионка России. Мастер спорта России.

## Биография
Лыкова (урождённая Исакова) родилась 13 октября 1998 года в г. Назарово Красноярского края, первым тренером является Александр Сучков. Тренеруется так же под руководством Александра Сучкова, Анны Половневой и Александра Крылова в Академии борьбы им. Дмитрия Миндиашвили.
Екатерина имеет в своем активе две золотые медали с чемпионатов России (2021, 2022). В мае 2021 года на турнире памяти Ивана Ярыгина она финишировала на втором месте в весовой категории до 55 кг. В феврале 2022 года в Турции, она выиграла бронзовую медаль на турнире Яшар Догу. В мае 2024 года она стала третьей на чемпионате России в весе до 55 кг.

## Спортивные достижения
- 2018, 2023, 2024 Чемпионат России — ;
- 2021, 2022 Чемпионат России — ;
- Гран-при Иван Ярыгин 2021 — ;
- Яшар Догу 2022 — ;

## Личная жизнь
Екатерина — студентка Красноярского государственного педагогического университета им. В. П. Астафьева.